# Ailuropoda melanoleuca qinlingensis
Ailuropoda melanoleuca qinlingensis (qinlingská panda) je poddruh pandy velké, objevený údajně již v 60. letech 20. století, jako poddruh byl však uznán a pojmenován až roku 2005. Od jiných pand velkých se liší menší lebkou, hnědou srstí a celkově menší velikostí. V přírodě žije přibližně 200–300 kusů. Vyskytuje se v horách Čchin-ling (Qingling) v nadmořské výšce 1300–3000 m n. m. 30. srpna 1989 byl jeden kus, samice Dan-Dan, chycen ve volné přírodě a přivezen do zoo Xi'an ke spáření s klasickou pandou velkou. Mládě bylo černo-bílé, ale v pozdějším věku se začalo vybarvovat do hněda. Matka zemřela v roce 2000.